# روبيرت دو مونتيسكي
ماري جوزيف روبرت أناتول، كونت دو مونتيسكي فيزينساك (7 مارس 1855، باريس - 11 ديسمبر 1921، منتون) فرنسي من أتباع الحركة الجمالية وشاعر رمزي ورسام وجامع أعمال فنية ومترجم فني ورجلًا غندورًا. يشتهر بأنه كان مصدر إلهام لجان دي إسينت في رواية جوريس-كارل هويسمانز، إلى الوراء (1884)، وأكثر من ذلك للبارون دي شارلس في رواية مارسيل بروست، البحث عن الزمن المفقود (1927-1913). يعتقد بعضهم أن أوسكار وايلد ربما استوحى من شخصيته في الرواية الفلسفية صورة دوريان غراي.

## عائلته
روبرت دو مونتيسكي هو سليل عائلة مونتيسكي-فيسينساك الفرنسية. كان الكونت أناتول دو مونتيسكي فيزينساك (1788–1878) جده لأبيه وكان مرافقًا شخصيًا لنابليون والضابط الأكبر في وسام جوقة الشرف؛ أما والده تيري، فهو الابن الثالث لأناتول، تزوج من اليتيمة بولين دورو وذلك في عام 1841. تمكّن تيري مستفيدًا من مهر زوجته من شراء قصر تشارنيزاي وبناء قصر في باريس، وانتُخب كذلك نائبًا لرئيس نادي الجوكي. كان سمسارًا ناجحًا في البورصة وترك ثروة كبيرة. إن روبرت آخر أبناء والديه بعد أخويه جونتران وأيميري وأخته إليز. ابنة عمه إليزابيث، الكونتيسة غريفولهي (1952–1860) هي إحدى موديلات الكاتب مارسيل بروست لدوقة غيرمانتس في رواية «البحث عن الزمن المفقود».

## تصويره
طمح مونتيسكي كي يكون أكثر شخص جرى تصويره في العالم.
كان لمونتيسكي تأثير قوي على إميل غالي (1904–1846)، وهو فنان زجاج تعاون معه وكلّفه بأعمالٍ هامة، وتلقى منه مئات رسائل التملق. كتب كذلك الأشعار الموجودة في القطعة الكورالية الاختيارية لغابرييل فوري، بافان.
بورتريه تنسيق بالأسود والذهبي: رُسم الكونت روبرت دو مونتيسكي-فيزينساك في الفترة بين عامي 1892-1891 على يد صديقه المقرب جيمس مكنيل الذي خدم العديد من تكلّفه الارستقراطي الغريب. يوجد البورتريه في مجموعة معرض فريك في مانهاتن. أنتج الفنان الفرنسي أنطونيو دي لا غاندارا (1917-1861) أيضًا عدة بورتريهات لمونتيسكي.

## شخصيته وتوجهه الجنسي
يقدم أحد المؤلفين وصفًا مكتوبًا عن مونتيسكي:
طويل القامة ذو شعرٍ أسود وشارب قيصري، يثرثر ويصرخ في مواقف غريبة، ويضحك بنبرةٍ صادحة مخفيًا أسنانه السوداء خلف يده التي يرتدي فيها قفازًا، بطريقة رفيعة التهذيب– التكلُّف المطلق. كانت ميول مونتيسكي الجنسية المثلية واضحة صراحةً، لكنه ربما عاش في الواقع حياةً عفيفة. لم يكن لديه أي علاقات مع النساء، على الرغم من القول إنه في عام 1876 نام مرةً واحدة مع الممثلة العظيمة سارة برنار وبقي يتقيأ بعد ذلك لمدة أربع وعشرين ساعة. (ظلت سارة صديقة عظيمة له).

### توجهه الجنسي
كان مونتيسكي «مثلي الجنس سيئ السمعة» و«أكثر رجل متكلّف» في باريس، اشتهر بأسلوب حياته خلال الحقبة الجميلة. من المؤكد أن مثليته الجنسية المبهرجة عُرفت للعامة مع حلول عام 1908 عندما نشر مجموعة من القصائد والرسائل الحميمة المكرّسة لشريكه المتوفى غابرييل يتوري، أو ربما في عام 1909 عندما صدر كتاب عن حياة المثليين الذين ينتمون للحركة الجمالية في عصر خيبة الظن، على الرغم من أنه ربما كان قادرًا على إخفاء حياته الجنسية خلف ستار اتباع الجماليات المرتبطة بتلك الحركة فقط. من المحتمل أن مونتيسكي ساهم في رواية أوسكار وايلد صورة دوريان غراي، وكان الأساس الرئيس للشخصية المثلية بارون دي تشارلس في رواية صديقه العزيز مارسيل بروست البحث عن الزمن المفقود - ولا سيما الجزء الرابع الصادر في عام 1921، سدوم وعمورة – وهذه هي النقطة المحددة التي كشف فيها عن ميوله للعالم بشكلٍ فعلي.
بدأ مونتيسكي في عام 1885 علاقة وثيقة طويلة الأمد مع غابرييل يتوري (12 مارس 1860 - 6 يوليو 1905)، المهاجر من أمريكا الجنوبية من توكومان، الأرجنتين والذي أصبح سكرتيره ورفيقه وعشيقه. بعد وفاة يتوري بسبب مرض السكري، حل محله هنري بينارد كسكرتير في عام 1908 وورث في النهاية ثروة مونتيسكي التي تضاءلت كثيرًا. دفن مونتيسكي ويتوري جنبًا إلى جنب في مقبرة جوناردز في فرساي، إيل دو فرانس، فرنسا.